# ایستلی بلکوود جونیور
ایستلی بلکوود جونیور (انگلیسی: Easley Blackwood Jr.) آهنگساز، پژوهشگر و مؤلف موسیقی ایالات متحده آمریکا اهل بود.
وی دانش‌آموختهٔ دانشگاه ییل بود و سپس به پاریس رفت و آموخته‌های خود نزد الیویه مسیان و نادیا بولانژه تکمیل کرد و بعدها، استادِ رشتهٔ موسیقی در دانشگاه شیکاگو شد.
او پژوهش‌های مهمی در زمینهٔ خواص یکسان‌سازی میکروتونال و هارمونی سنتی دارد.